# 굿바이 버클리
《굿바이 버클리》(Greetings from Tim Buckley)은 2012년 공개된 미국의 영화이다. 2012년 토론토 국제 영화제에서 초연되었다.

## 출연
- 펜 배즐리 - 제프 버클리 역
- 벤 로즌필드 - 팀 버클리 역
- 이모겐 푸츠 - 앨리 역
- 프랭크 우드 - 게리 루커스 역
- 노버트 레오 버츠 - 할 윌너 역